# Wiener Ball der Wissenschaften

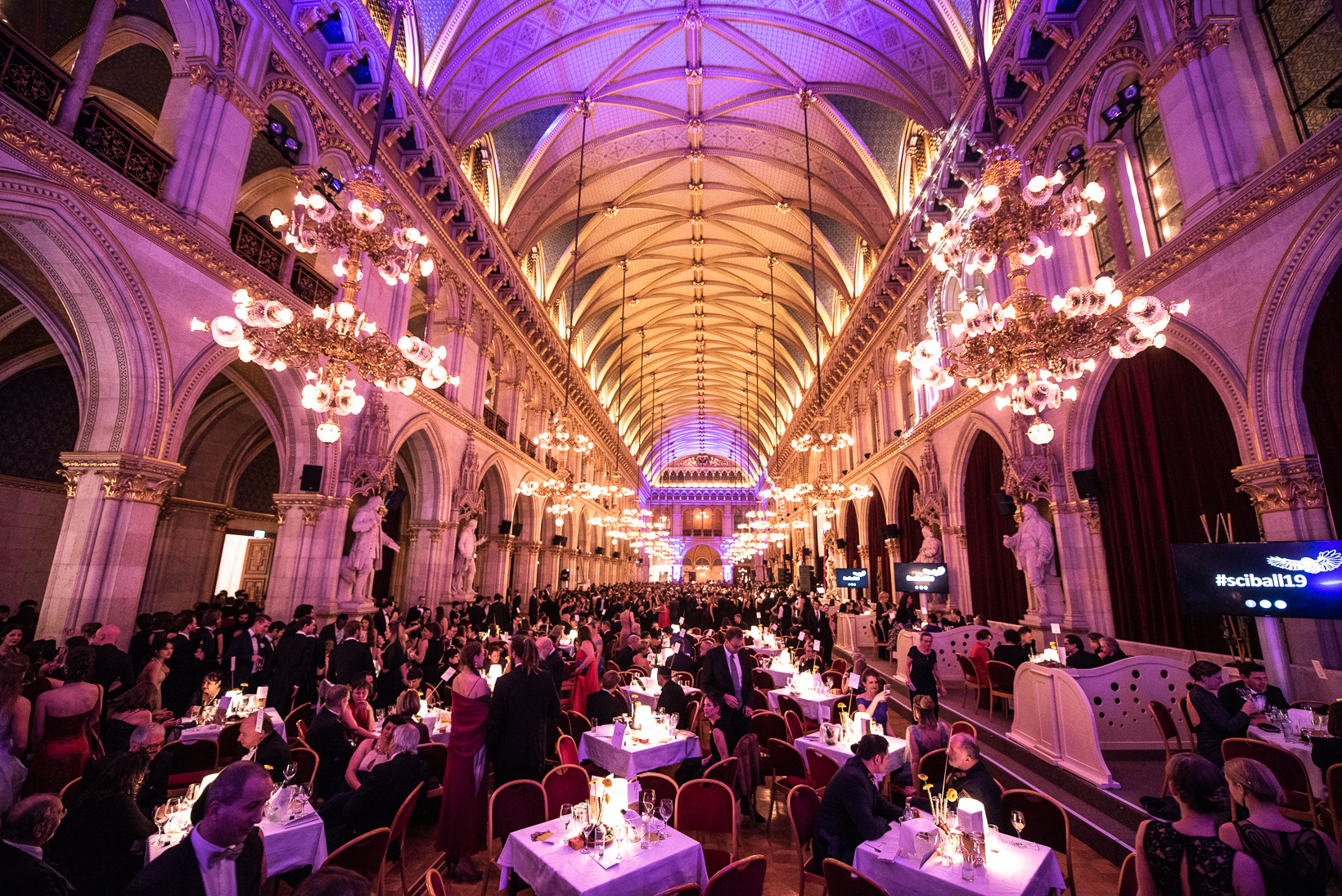
Festsaal im Wiener Rathaus beim Wiener Ball der Wissenschaften 2019

Der Wiener Ball der Wissenschaften ist ein alljährlich im Jänner stattfindender Ball, der klassische Traditionen mit zeitgenössischen Impulsen aus dem Bereich der Wissenschaftsvermittlung kombiniert. Wegen des großen Publikumsinteresses hat sich der Wissenschaftsball seit seiner Gründung 2015 innerhalb kürzester Zeit als einer der erfolgreichsten und größten Bälle der Wiener Ballsaison etabliert.

## Geschichte
Die Gründung im Jahr 2015 geht auf eine Initiative des damaligen Wiener Bürgermeisters Michael Häupl und des Universitätsbeauftragten der Stadt Wien, Alexander Van der Bellen, zurück. Ihr Anliegen war es, Wien in der Öffentlichkeit deutlicher als bis dahin praktiziert als Wissenschaftsstandort zu positionieren.
Von Häupl, Van der Bellen und dem damaligen Wissenschaftsstadtrat Andreas Mailath-Pokorny ersucht, begann der Wissenschaftsmanager und Wissenschaftskommunikator Oliver Lehmann im Sommer 2014 mit der Konzeption. Organisiert sowie inhaltlich und wirtschaftlich verantwortet wird der Ball von dem Verein „Wien Wissen“, dessen Vorsitzender Oliver Lehmann ist. Am 31. Jänner 2015 fand der erste Wiener Ball der Wissenschaften statt. Seit seiner Gründung wird der Wissenschaftsball traditionellerweise jeweils am letzten Samstag im Jänner in den Festsälen des Wiener Rathauses abgehalten.

## Motto und Programm
„Spaß mit Anstand – Tanz mit Haltung“ ist seit Beginn das Motto des Wiener Balls der Wissenschaften.
Das Ballprogramm kombiniert klassische Elemente des traditionellen Tanzballs mit zeitgenössischen Darstellungs- und Präsentationsformen aus dem Bereich Wissenschaft und Kunst. Die Akteuren stammen aus Wiener Universitäten und Forschungseinrichtungen. Traditionelle Bestandteile eines Balls wie die Eröffnung durch das Jungdamen- und Jungherrenkomitee, die Mitternachtsquadrille und der Tischschmuck werden durch wissenschaftliche Inhalte erweitert. So gab es im Jahr 2018 eine Modenschau mit Modellen, die von der molekularbiologischen Experimenten inspiriert worden waren. 2019 folgte die Verwendung einer Wärmebildkamera in der Balldisko, um die Temperaturprofile der Ballgäste zu visualisieren.

## Ehrenschutz und Ballkomitee
Seit dem ersten Ball bilden die Rektoren aller Wiener Universitäten, Privatuniversitäten, pädagogischen Hochschulen und Fachhochschulen das Ehrenkomitee. Den Ehrenschutz gewährt Bundespräsident Alexander Van der Bellen, den Vorsitz des Ballkomitees und des Ehrenpräsidiums bilden mit Stand 2019 EU-Kommissar Johannes Hahn, Bürgermeister Michael Ludwig (bis 2018 Bürgermeister a. D. Michael Häupl), Wissenschaftsminister Heinz Fassmann, die Stadträtinnen Veronica Kaup-Hasler (bis 2018 Andreas Mailath-Pokorny), und Maria Vassilakou.

## Ballbotschafter
Eine Besonderheit sind die Ballbotschafter: Ausgewählt werden Menschen, die entweder aus der Wissenschaft mit einem markanten Interesse an deren Vermittlung oder aus anderen gesellschaftlichen Bereichen wie Politik, Wirtschaft und Kultur mit einer ausgeprägten (wiewohl oft nicht öffentlich bekannten) Verbindung zur Wissenschaft stammen. In den Wochen vor dem jeweiligen Ball werden die Stellungnahmen der Ballbotschafter auf der Homepage des Balls und den social media Kanälen publiziert.

### Ballbotschafter der vergangenen Jahre (Auswahl)
- Michael Köhlmeier (2019) Schriftsteller und studierter Mathematiker
- Julia Ebner (2019) Extremismus- und Terrorismusforscherin und Research Fellow am Institute for Strategic Dialogue in London
- Herbert Edelsbrunner (2019) Mathematiker (IST Austria) und Wittgensteinpreisträger 2018
- Franz Kerschbaum(2019) Astrophysiker (Universität Wien)
- Ursula Hemetek (2019) Ethnomusikologin (Universität für Musik und darstellende Kunst Wien) und Wittgensteinpreisträgerin 2018
- Lilli Hollein (2019) Festivaldirektorin der Vienna Design Week
- Markus Meyer (2018) Burgschauspieler, Schauspieler des Jahres 2016 und studierter Biochemiker (Universität Hannover)
- Cornelia Travnicek (2018) Schriftstellerin (Publikumspreis beim Ingeborg-Bachmann-Wettbewerb 2012) und hat Informatik und Sinologie an der Universität Wien studiert
- Stella Rollig (2018) Direktorin des Belvedere in Wien
- Kenan Güngör (2018) Diplomsoziologe
- Eva Schlegel (2018) Bildende Künstlerin. Bis 2011 Universitätsprofessorin für Kunst und Fotografie an der Akademie der bildenden Künste in Wien
- Peter Klien (2018) Philosoph, Altphilologe und Kabarettist
- Miriam Unterlass (2018) Materialwissenschaftlerin (TU Wien) und START-Preisträgerin des FWF 2017
- Nuno Maulide (2018) ist Chemiker (Universität Wien), mehrfacher ERC-Preisträger und Österreichs Wissenschaftler des Jahres 2018
- Giulia Enders (2018) Medizinerin und Bestseller-Autorin ("Darm mit Charme")
- Oliver Holle (2017) VC Financier, Gründer und CEO von Speedinvest
- Johannes Hahn (2017) EU-Kommissar für Europäische Nachbarschaftspolitik und Erweiterungsverhandlungen
- Stefanie Rinderle-Ma (2017) Computerwissenschaftlerin an der Universität Wien
- Wolfgang Neubauer (2017) Archäologe (LBI für Archäologische Prospektion und Virtuelle Archäologie) und Österreichs Wissenschaftler des Jahres 2015
- Ruth Wodak (2017) Sprachwissenschaftlerin (Universität Wien und Lancaster University) und Wittgenstein-Preisträgerin 1996
- Giulio Superti-Furga (2017) Molekular- und Systembiologe. Direktor des Forschungszentrums für Molekulare Medizin (CeMM) der ÖAW
- Martin Nowak (2017) Professor für Biologie und Mathematik sowie Leiter des Programms für Evolutionsdynamik an der Harvard University
- Georg Kapsch (2016) IV-Präsident und CEO der Kapsch AG
- Josef Zotter (2016) Chocolatier
- Reinhold Mitterlehner (2017) Vizekanzler und Wissenschaftsminister (2014–2017)
- Gery Keszler (2016) CEO Life Ball/Obmann AIDS LIFE
- Helga Nowotny (2015) Vorsitzende des ERA Council Forum Austria und vormalige Präsidentin des ERC
- Josef Penninger (2015) Molekularbiologe, langjähriger Direktor des IMBA, Wittgenstein-Preisträger 2014
- Sabine Haag (2015) Kunsthistorikerin, langjährige Generaldirektorin des Kunsthistorischen Museums Wien
- Sabine Ladstätter (2015) Direktorin des Österreichischen Archäologischen Instituts, Österreichs Wissenschafterin des Jahres 2011
- Anton Zeilinger (2015) Quantenphysiker, langjähriger Präsident der Österreichischen Akademie der Wissenschaften
- Ronald S. Lauder (2015) President of the World Jewish Congress und President of the Lauder Business School in Vienna
- Renée Schroeder (2015) Biologin (Max F. Perutz Laboratories), Wittgenstein-Preisträgerin 2003
- Katharina Gsöllpointner (2015) Kunsthistorikerin (Ars Electronica und Universität für angewandte Kunst Wien)

## Prominente Besucher
Ig-Nobelpreis-Gründer Marc Abrahams war Ehrengast des ersten Balls 2015, @NeinQuarterly-Publizist Eric Jarosinski beim Ball 2016. Nobelpreisträger Eric Kandel (Nobelpreis für Medizin im Jahr 2000) eröffnete den Ball 2016. Mit dem Besuch des 3. Wissenschaftsball am 28. Jänner 2017 absolvierte der neu gewählte Bundespräsident der Republik Österreich, Alexander Van der Bellen, seinen ersten gesellschaftlichen Auftritt nach seiner Amtseinführung am 26. Jänner 2017. Der 4. Wissenschaftsball am 27. Jänner 2018 war der Anlass für den ersten öffentlichen Auftritt von Michael Ludwig als designiertem Bürgermeister der Stadt Wien nach seiner Wahl zum Vorsitzenden der Wiener SPÖ am selben Tag. Ehrengast 2018 war die Co-Gründerin des March for Science, Caroline Weinberg. Beim Ball 2019 wurden der Gewinner des Technik-Oscars 2018, der Informatiker Bernd Bickel (IST Austria), der Nobelpreisträger für Chemie 1988, Robert Huber (TUM) und Österreichs Wissenschaftler des Jahres 2018, der Chemiker Nuno Maulide (Universität Wien) als Ehrengäste begrüßt.
Im Jahr 2021 produzierte das Ballkomitee aufgrund der Einschränkungen durch die Corona-Pandemie anstelle der festlichen Veranstaltung eine TV-Show, die auf seinen Social-Media-Kanälen und dem lokalen TV-Sender W24 ausgestrahlt wurde.

## Öffentliche Wahrnehmung
Der Wiener Ball der Wissenschaften wurde von Beginn an positiv aufgenommen. Der Ball ist trotz kontinuierlich erweitertem Raum von Beginn an ausverkauft gewesen. Zu den markantesten medialen Stellungnahmen zählen:
„Im Gegensatz zum Akademikerball flogen beim ersten Wissenschaftsball in der Nacht zum Sonntag keine Feuerwerkskörper- oder Molotowcocktails. Die einzige Gefahr für die Gäste bestand durch das Verteilen der ‚Schwedenbombe’, einer süßen Wiener Versuchung, die aufgrund der vielen Kalorien für das Körpergewicht nicht ganz ungefährlich ist“ (Handelsblatt, 1.Februar 2015)

„Vienna’s academic community often comes off as fragmented and contentious, but by highlighting the core values of ‚tolerance, excellence, and creativity,’ the Science Ball made everyone feel, for at least one night, like they were dancing to the same beat.“ (Science, 15. März 2015)

„The science ball promotes diversity, reaching out to students and researchers from all academic disciplines and institutions. (A) clever attempt to associate a big city’s science base with its most distinguished cultural characteristics. And the sold-out event was ample proof that the organizers had hit a nerve.“ (Nature, 3. Februar 2017)

„Wiens universitet dansar för vetenskapens värden“ (Dagens Nyheter, 4. Februar 2018)

„We’re about diversity, openness and excellence“ (New York Times, 6. Februar 2018)

„Il Walzer delle Scienze (contro le fake news)“ (Corriere della Sera, 22. Februar 2019)